# Generaldiözese Bremen-Verden

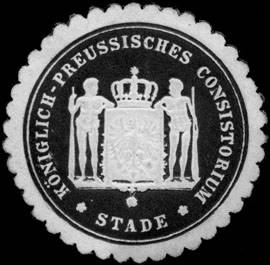
Consistorium Stade – Siegelmarke

Die Generaldiözese Bremen-Verden war ein kirchlicher Leitungs- und Aufsichtsbezirk im Bereich der heutigen Evangelisch-lutherischen Landeskirche Hannovers.
Diese wurde 1651 für die beiden nach dem Westfälischen Frieden gemeinsam in Personalunion schwedisch beherrschten Herzogtümer Bremen und Verden errichtet und erhielt einen eigenen Katechismus. Amtssitz der Generalsuperintendenten war Stade. Sie waren zugleich Präsidenten bzw. ab 1688 Erste Räte des ebenfalls 1651 eingerichteten Konsistoriums in Stade.
1885 wurde die Generaldiözese um das Land Hadeln erweitert. 1903 ging sie in der neuformierten Generaldiözese Stade auf, die aus den Herzogtümern Bremen, Verden, dem Land Hadeln und dem Fürstentum Lüneburg Harburg- und Dannenbergschen Teils sowie sechs Inspektionen der früheren Generaldiözese Osnabrück-Hoya-Diepholz bestand. Der Sitz wurde nach Hannover verlegt, die Amtsinhaber waren Mitglied des dortigen Konsistoriums bzw. seit 1924 des Landeskirchenamts.
1934 wurde der Bezirk in die Propsteien Celle und Harburg aufgeteilt. Als Nachfolgeeinrichtung entstand bei der Reorganisation der landeskirchlichen Verwaltung 1936 der Sprengel Stade.

## Generalsuperintendenten
Der Historiker des bremisch-verdischen Konsistoriums, Friedrich Köster, urteilte zum 200-jährigen Bestehen 1852, die Reihe der Generalsuperintendenten enthalte „zwar ehrenwert tüchtige Männer, aber nicht eben große Geister und Epoche machende Gelehrte.“ Auf der anderen Seite berichtete Rudolf Steinmetz 1907, die Generalsuperintendenten hätten traditionell eine „brüderliche Stellung“ gegenüber den Pastoren innegehabt und seien „durchweg … Vertrauenspersonen der Pastoren und Gemeinden“ gewesen, sodass manche „die Geschichte des Konsistoriums in Stade eigentlich [als] die Geschichte der Generalsuperintendenten in Stade“  betrachten würden.
- 1651–1672: Michael Havemann
- 1673–1677: Daniel Lüdemann
- 1683–1720: Johann Diecmann (1712–1715 während der dänischen Besetzung in Bremen)
- 1714–1715: Caspar Bussing (von den Dänen eingesetzt)
- 1721–1748: Lucas Bacmeister
- 1749–1791: Johann Hinrich Pratje
- 1791–1814: Johann Caspar Velthusen
- 1814–1839: Georg Alexander Ruperti
- 1840–1860: Johann Friedrich Burchard Köster
- 1860–1875: Justus Alexander Saxer
- 1875–1885: Hermann Küster
- 1885–1903: Hermann Christian Ludwig Steinmetz
- 1904–1913: Johannes Remmers
- 1913–1922: Johannes Schwerdtmann
- 1922–1925: August Marahrens
- 1925–1933: Rudolf Steinmetz